# Гальчин (Чернігівський район)
Га́льчин — село в Україні, у Кіптівській сільській громаді Чернігівського району Чернігівської області. Населення становить 130 осіб. До 2020 орган місцевого самоврядування — Хрещатинська сільська рада.

## Географія
У селі бере початок річка Безіменна.

## Історія
Козацьке село, входило до складу Олишівської сотні Ніжинського полку Гетьманщини. 1901 - 612 мешканців. З 1961 року — у складі Козелецького району.
12 червня 2020 року, відповідно до розпорядження Кабінету Міністрів України № 730-р від «Про визначення адміністративних центрів та затвердження територій територіальних громад Чернігівської області», село увійшло до складу Кіптівської сільської громади.
17 липня 2020 року, в результаті адміністративно-територіальної реформи та ліквідації Козелецького району, село увійшло до складу Чернігівського району
З сільської інфраструктури в Гальчині працюють ФАП та магазин споживчої кооперації. Село досі не газифіковане.

## Політика

### Парламентські вибори, 2019
На позачергових парламентських виборах 2019 року у селі функціонувала окрема виборча дільниця № 740307, розташована у приміщенні фельдшерсько-акушерського пункту.
Результати
- зареєстровано 80 виборців, явка 67,50%, найбільше голосів віддано за Всеукраїнське об'єднання «Батьківщина» — 30,77%, за Радикальну партію Олега Ляшка — 21,15%, за «Слугу народу» — 17,31%[4]. В одномандатному окрузі найбільше голосів отримав Борис Приходько (самовисування) — 51,92%, за Сергія Коровченка (самовисування) — 23,08%, за Олега Дмитренка (самовисування) — 9,62%[5].

## Пам'ятки
- Братська могила 7 радянських воїнів[d], які загинули при звільненні села у вересні 1943р. та плити з іменами 66 воїнів-односельчан, які загинули в 1941-1945рр.;
- Братська могила 4 радянських воїнів[d], які загинули при обороні села у вересні 1941р. Прізвища невідомі;
- Могила[d] учасника русько-японської війни 1904-1905рр., матроса крейсера «Варяг» І.І. Сивуна;